# 埼玉ダイハツ販売
埼玉ダイハツ販売株式会社（さいたまダイハツはんばい、SAITAMA DAIHATSU CORPORATION）は、埼玉県さいたま市南区に本社を置く、ダイハツ工業の販売会社。

## 概要
- 営業エリア - 埼玉県全域
- 新車販売 - 27拠点
- 中古車販売 - 11拠点

## 沿革
- 1954年（昭和29年）10月1日 - 会社設立。

## 販売拠点

### 新車
- 本社・浦和店 - さいたま市南区根岸5-16-6
- 岩槻インター店 - さいたま市岩槻区加倉5-8-66
- さいたま新都心店 - さいたま市大宮区北袋町1-156-2
- 草加南店 - 東京都足立区舎人4-11-22
- 川口上青木店 - 川口市上青木4-20-8
- 浦和美園店 - さいたま市緑区美園3-8-5
- 大宮店 - さいたま市北区吉野町1-3-6
- 越谷店 - 越谷市神明町1-200-1
- 春日部店 - 春日部市浜川戸1-8-10
- 久喜インター店 - 久喜市下早見1838-1
- 草加店 - 草加市栄町2-1-43
- 三郷店 - 三郷市上彦名287-4
- 新座店 - 新座市野火止4-4-37
- ふじみ野店 - ふじみ野市旭1-1-30
- 入間店 - 入間市東町7-1-3
- 所沢店 - 所沢市上新井5-48-1
- 川越狭山店 - 狭山市新狭山1-3-7
- 川越山田店 - 川越市府川37-1
- 鶴ヶ島店 - 鶴ヶ島市脚折町4-10-17
- 東松山店 - 東松山市古凍854-1
- 熊谷南店 - 鴻巣市北新宿574-2
- 北本店 - 北本市山中2-31
- 本庄店 - 本庄市日の出4-6-12
- 深谷店 - 深谷市上柴町東3-1-14
- 秩父店 - 秩父市中宮地町33-7
- 花園インター店 - 深谷市小前田372
- 越谷北店 - 越谷市弥十郎 448

### 中古車
- U-CAR東川口 - さいたま市緑区東大門3-1-3
- U-CAR岩槻インター埼玉県さいたま市岩槻区加倉5-8-66
- U-CAR久喜インター - 久喜市下早見1838-1
- U-CAR春日部 - 春日部市梅田2-4-17
- U-CAR北本 - 北本市山中2-31
- U-CAR東松山 - 東松山市古凍854-1
- U-CAR川越山田 - 川越市府川37-1
- U-CAR川越狭山 - 狭山市新狭山1-3-7
- U-CAR入間 - 入間市東町7-1-3
- U-CAR熊谷南 - 鴻巣市北新宿574-2
- U-CAR本庄 - 本庄市日の出4-6-12
- U-CAR花園インター - 深谷市小前田372